# Merika Enne
Merika Enne (Tampere, 24 juni 1992) is een Finse snowboardster. Ze vertegenwoordigde haar vaderland op de Olympische Winterspelen 2014 in Sotsji.

## Carrière
Op de FIS wereldkampioenschappen snowboarden 2011 in La Molina eindigde Enne als vierde op het onderdeel slopestyle, op het onderdeel halfpipe eindigde ze op de 29e plaats. Bij haar wereldbekerdebuut, in december 2011 in Ruka, eindigde de Finse op de vijfde plaats. In Stoneham-et-Tewkesbury nam ze deel aan de FIS wereldkampioenschappen snowboarden 2013. Op dit toernooi eindigde ze als vierde op het onderdeel slopestyle. Tijdens de Olympische Winterspelen van 2014 in Sotsji eindigde Enne als 21e op het onderdeel slopestyle.
Op de FIS wereldkampioenschappen snowboarden 2015 in Kreischberg veroverde de Finse de zilveren medaille op het onderdeel big air.

## Resultaten

### Olympische Winterspelen
| Jaar | Plaats | Resultaten     |
| ---- | ------ | -------------- |
| 2014 | Sotsji | 21e Slopestyle |

### Wereldkampioenschappen
| Jaar | Plaats                 | Resultaten                 |
| ---- | ---------------------- | -------------------------- |
| 2011 | La Molina              | 29e Halfpipe 4e Slopestyle |
| 2013 | Stoneham-et-Tewkesbury | 4e Slopestyle              |
| 2015 | Kreischberg            | Big Air                    |

### Wereldbeker
Eindklasseringen
| Seizoen   | Algm | HP  | SBS |
| --------- | ---- | --- | --- |
| 2011/2012 | 25e  | 20e | –   |
| 2012/2013 | 55e  | –   | 23e |
| 2013/2014 | 46e  | 40  | 34e |